# 大久保明
大久保 明（おおくぼ あきら、1954年（昭和29年）8月2日 - ）は日本の政治家、医師。元鹿児島県大島郡伊仙町長（6期）。

## 経歴
熊本マリスト学園高等学校、鹿児島大学医学部卒業。徳之島徳洲会病院長などを歴任。
1999年、鹿児島県議会議員選挙に初当選。2001年、伊仙町長選挙に立候補し当選。以後連続6期務める。
2025年3月27日、同年10月に町長の任期満了を控えながら町議会議長に4月26日付の辞職願を提出し、受理された。大久保は過去の町長選で逮捕者が出たことなどに触れ、「町長選の過熱を防ぐためには一刻も早く選挙をするのが重要と考えた」と説明した。
同年5月11日に行われた町長選挙では自身が事実上後継指名した元伊仙町教育長の伊田正則が対立候補を破り初当選した。